# Hans Schmidt (Musiker)
Hans Schmidt (* 6. September 1854 in Fellin; † 29. August 1923 in Riga) war ein deutscher Musiker (Komponist, Pianist und Begleiter) und Dichter.

## Leben
Seine musikalischen Ursprünge gehen auf den Musiklehrer Adolph Mumme zurück. Mumme unterrichtete an der von Schmidts Vater gegründeten Schmidt’schen Anstalt in Neu-Tennasilm in Fellin. Auf diese Schule ging auch Raimund von Zur Mühlen, der später gefeierte Liedinterpret, dem Hans Schmidt zeit seines Lebens sehr eng verbunden war.
Von 1875 bis 1878 studierte Schmidt am Leipziger Konservatorium bei Ernst Ferdinand Wenzel, Karl Piutti, Hermann Kretzschmar, Carl Reinecke, und Salomon Jadassohn.
Beim Debüt von Raimund von Zur Mühlen 1878 in Riga war er dessen Begleiter. In der Folge gab er mit Zur Mühlen eine Vielzahl von Konzerten in Deutschland und den baltischen Provinzen.
Über Berlin, wo er um 1878/79 als Hauslehrer beim Geiger Joachim tätig war, Münster, Wien (intensive Zusammenarbeit mit Johannes Brahms) und Frankfurt (Begegnungen bzw. Freundschaften mit Julius Stockhausen und Clara Schumann) führte ihn sein Weg zurück in die Heimat. Dort arbeitete er zunächst als Organist in Arensburg sowie als Musiklehrer und ab 1885 in Riga als Musikreferent der Rigaischen Zeitung und der Petersburger Zeitung. Er blieb weiter als Klavierbegleiter bei Konzerten namhafter Künstler in Riga sehr gefragt. Auch als Musikkritiker und als Pädagoge hatte er großen Einfluss auf den musikalischen Nachwuchs aus den baltischen Staaten.
Bei seinem kompositorischen Werk handelt es sich weitgehend um Lieder (Vorbilder Schumann und Brahms). Als Dichter richtete sich sein Hauptaugenmerk auf Gedichte. Außerdem übersetzte er lettische, russische und norwegische Literatur. Zusammen mit Rūdolfs Blaumanis besorgte er die Nachdichtung der lettischen Texte aus der Sammlung der Kompositionen von Jāzeps Vītols 200 lettische Volksweisen mit Klavierbegleitung, 1906 im Paul Neldner Verlag, Riga, erschienen.
Monika Hunnius, Sängerin, Schriftstellerin und Gesangslehrerin, lernte er 1883 oder 1884 kennen, als er sie bei einem Konzert in Arensburg begleitete. Sie wurde seine Schülerin, woraus dann eine Freundschaft entstand, die bis an sein Lebensende dauerte.
Johannes Brahms vertonte vier seiner Gedichte:
- op. 84 Nr. 1 – Sommerabend („Geh schlafen, Tochter“), 1881
- op. 84 Nr. 2 – Der Kranz („Mutter, hilf mir armen Tochter“), 1881
- op. 84 Nr. 3 – In den Beeren („Singe, Mädchen, hell und klar“), 1881
- op. 94 Nr. 4 – Sapphische Ode („Rosen brach ich Nachts mir“), 1883/84

## Kompositionen (Auswahl)
- op. 1 – Acht Kinderlieder, Offenbach: André 1878
- op. 2 – Sechs Lieder, Offenbach: André 1879
- op. 3 – Aus jungen Tagen. Eine Reihe kleiner Charakterstücke für Klavier, Offenbach: André 1882